# Callyspongia biru
Callyspongia biru är en svampdjursart som beskrevs av de Voogd 2004. Callyspongia biru ingår i släktet Callyspongia och familjen Callyspongiidae. Inga underarter finns listade i Catalogue of Life.